# Dzień Babci
Dzień Babci – święto obchodzone dla uhonorowania babć; w dzień ten wnuki składają życzenia swoim babciom. W Polsce obchodzone 21 stycznia, w tym samym dniu w Bułgarii, a w Brazylii i Hiszpanii – 26 lipca.

## Obchody
Polska
Pomysł utworzenia święta w Polsce pojawił się w tygodniku „Kobieta i Życie” w 1964 roku, za sprawą wystąpienia Mieczysławy Ćwiklińskiej jako babci w sztuce Drzewa umierają stojąc. Już rok później święto to zaczął popularyzować „Express Poznański”, a jego głównym pomysłodawcą był Kazimierz Flieger (zm. 1985). W roku 1966 również „Express Wieczorny” ogłosił dzień 21 stycznia „dniem babci”. Później powstała również tradycja obchodzenia Dnia Dziadka.
Francja
Jest to święto ruchome i obchodzone jest w pierwszą niedzielę marca. Powstało jako rozwinięcie pomysłu na popularną kawę Babci, czyli Café Grand’Mère. Była to w północnej Francji lat 50. XX w. bardzo popularna kawa, stworzona i sprzedawana przez małżeństwo Monnier z Roubaix, właścicieli delikatesów. Święto jest okazją do wielu konkursów na najpiękniejsze laurki dla babć, najładniejsze życzenia, wspomnienia o babciach, oraz spotkania z babciami, przy ciastku i kawie. Działa także stowarzyszenie „Fête des grand-mères”, które m.in. organizuje pochody ku czci babć, zwane „Mamif’estation”.
Rosja
W Rosji, jesienią 2009 roku, pojawiło się nowe, rodzinne święto – „Dzień babci i dziadka” (ros. День бабушек и дедушек). Jednakże, jak podaje Press-Center (ros. пресс-центр „АиФ”) 15 października 2009, jest to Rosyjski Dzień Babci (ros. Российский День Бабушки). Brak oficjalnej daty obchodów.
Ameryka Północna
Amerykańskim (w USA i Kanadzie) odpowiednikiem dni dziadka i babci jest Narodowy Dzień Dziadków, ang. National Grandparents Day. Nie jest więc świętem rozdzielonym na dwa dni.
W USA jest to święto oficjalnie zatwierdzone przez Kongres i prezydenta, ustanowione w 1978 roku przez Jimmy’ego Cartera na pierwszą niedzielę po Święcie Pracy Labour Day, które obchodzone jest w pierwszy poniedziałek września zarówno w USA, jak i Kanadzie. Tak więc Dzień Dziadków w obu krajach również obchodzony jest we wrześniu.
Dzień ten ma swój oficjalny hymn A Song for Grandma and Grandpa („Piosenka dla Babci i Dziadka”), a symbolem tego dnia jest niezapominajka.
W szkołach, kościołach i domach spokojnej starości organizowane są uroczystości. Święto celebruje się także w gronie rodzinnym przy ogniskach, czy grillach. Dzień ten ma za zadanie uświadomić dzieciom, jak wiele zawdzięczają swoim dziadkom. Wnuki są zachęcane do pomocy najstarszym członkom rodziny.
Wielka Brytania
W Wielkiej Brytanii National Grandparents Day obchodzony jest w pierwszą niedzielę października. W szkołach organizowane są spotkania z dziadkami, dzieci przygotowują laurki. Często cała rodzina wybiera się do restauracji, zjeść wspólny obiad i porozmawiać.
Włochy
Dzień Babci i Dziadka we Włoszech (La Festa dei nonni) obchodzony jest od 2005 roku 2 października. Data nie została wybrana przypadkowo, gdyż w katolicyzmie ten dzień jest świętem Aniołów Stróżów, nawiązuje do dziadków troszczących się o dzieci i wnuki, zapewniając im bezpieczeństwo i bezwarunkową miłość. 
Brazylia
Dzień Babci i Dziadka przypada 26 lipca, a w Meksyku  28 sierpnia. W obu krajach świętowanie jest  bardzo podobne do tego w Polsce. Dziadkowie otrzymują przygotowane przez dzieci kartki, a w przedszkolach i szkołach odbywają się różne wydarzenia.
W Japonii święto Babci i Dziadka nie jest obchodzone. Osoby starsze są darzone szacunkiem i autoryrytem. Są symbolem moralności, mądrości i życiowej wiedzy. Od 1966 roku Japończycy 15 września obchodzą Dzień Szacunku dla Wieku.